# Clamator
Clamator – rodzaj ptaków z podrodziny kukułek (Cuculinae) w rodzinie kukułkowatych (Cuculidae).

## Zasięg występowania
Rodzaj obejmuje gatunki występujące w Eurazji i Afryce.

## Morfologia
Długość ciała 34–46 cm; masa ciała 66–141 g.

## Systematyka

### Etymologia
- Clamator: łac. clamator, clamatoris „krzykacz”, od clamare „krzyczeć”[9].
- Edolius: epitet gatunkowy Cuculus edolius Cuvier, 1816[a]; fr. nazwa „Edolio” dla wędrownej kukułki pospolitej lub dziwogonów[10]. Gatunek typowy: Cuculus jacobinus Boddaert, 1783.
- Coccystes: gr. κοκκυστης kokkustēs „krzykacz”, od κοκκυζω kokkuzō „kukać”[11]. Gatunek typowy: Cuculus glandarius Linnaeus, 1758.
- Melanococcyx: gr. μελας melas, μελανος melanos „czarny”; κοκκυξ kokkux, κοκκυγος kokkugos „kukułka”[12]. Gatunek typowy: Coccyzus levaillantii Swainson, 1829.
- Cecractes: gr. κεκρακτης kekraktēs „krzykacz”, od κεκραγμα kekragma, κεκραγματος kekragmatos „krzyk”[13]. Gatunek typowy: Cuculus jacobinus Boddaert, 1783.
- Melanolophus: gr. μελας melas, μελανος melanos „czarny”; λοφος lophos „czub, grzebień”[14]. Gatunek typowy: Cuculus serratus Sparrman, 1786[b].
- Cecractana: rodzaj Cecractes Roberts, 1922; łac. przyrostek -ana „odnoszący się do”[15]. Nowa nazwa dla Cecractes Roberts, 1922 (nazwa zajęta przez Cecractes Schönherr, 1840 (Coleoptera)).

### Podział systematyczny
Do rodzaju należą następujące gatunki:
- Clamator jacobinus (Boddaert, 1783) – kukułka czarno-biała
- Clamator levaillantii (Swainson, 1829) – kukułka żałobna
- Clamator coromandus (Linnaeus, 1766) – kukułka rdzawoskrzydła
- Clamator glandarius (Linnaeus, 1758) – kukułka czubata